# 宴の松原

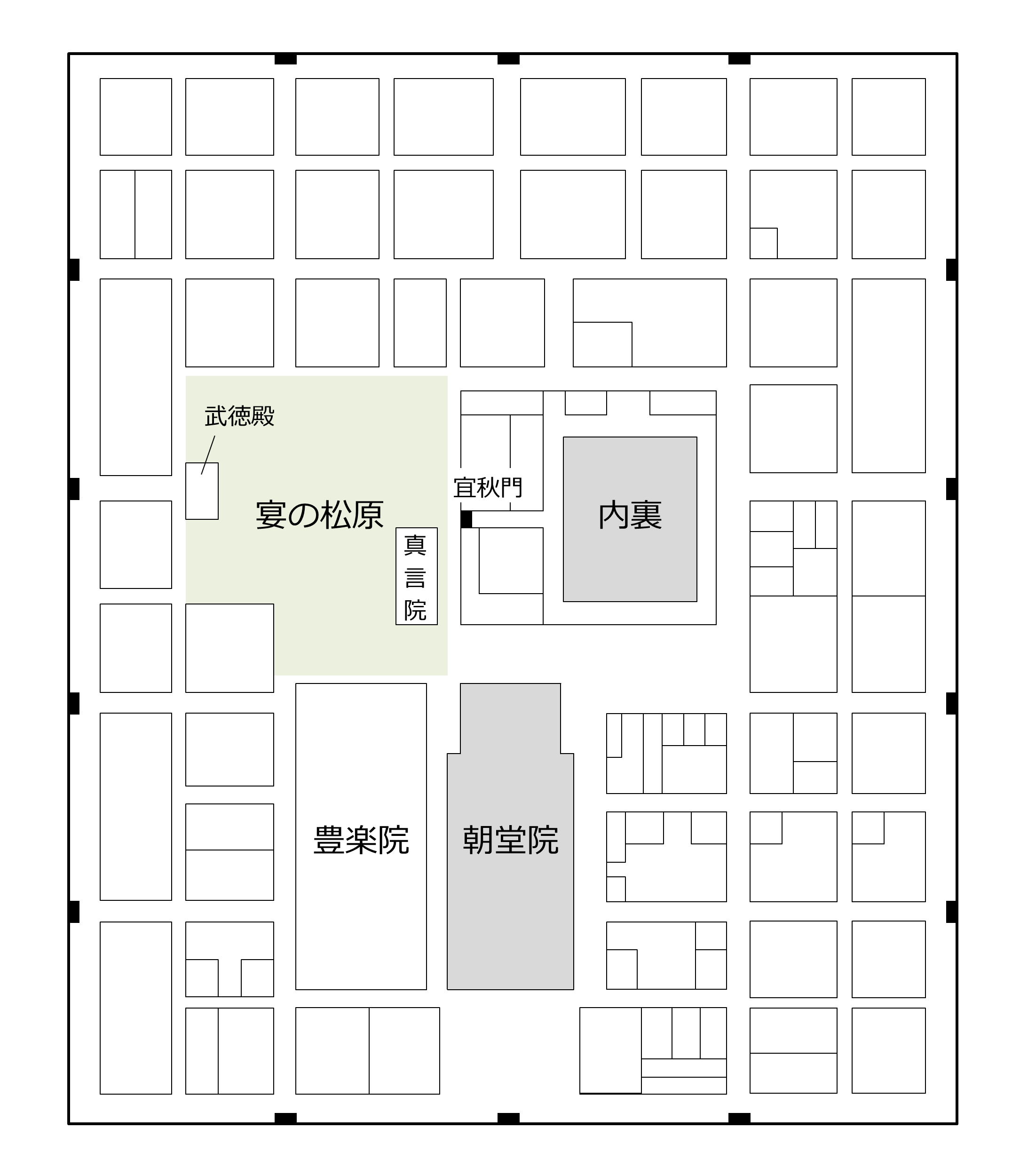
平安京大内裏における宴の松原の位置

宴の松原（えんのまつばら、宴松原/縁松原）は、平安京大内裏（平安宮）の内裏西側に存在した地所。現在の京都市上京区出水通千本西入ル付近にあたる（北緯35度1分17.45秒 東経135度44分27.83秒座標: 北緯35度1分17.45秒 東経135度44分27.83秒
）。

## 概要

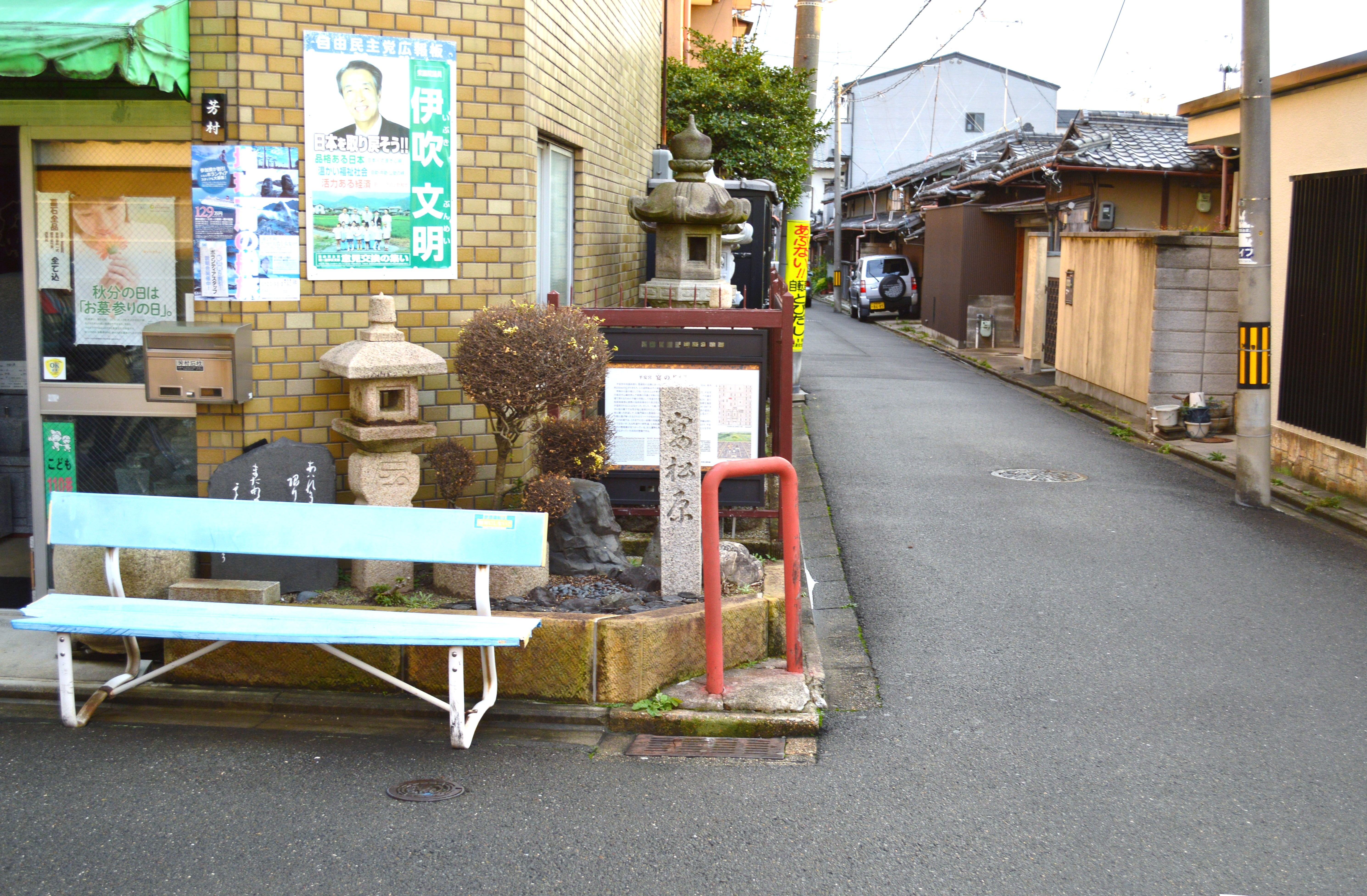
宴松原碑（京都市上京区七番町）

平安京大内裏（平安宮）のうちで、宜秋門（内裏の西外郭門）の外、豊楽院の北方に広がった空間地である。広さは南北約430メートル、東西約250メートル。この宴の松原は平安京でのみ見られるものである。松原の本来の用途としては、その呼称から宴の場として用いられたとする説や、南北中心線を挟んで内裏と対称位置にあることから内裏の建替用地とする説が挙げられているが、いずれもその事実を示す記録はなく明らかではない。
承和元年（834年）には、空海によって松原の南東部に真言院が設けられた。その後は、『日本三代実録』『今昔物語集』等における仁和3年（887年）3月に松の樹下で女性が鬼に殺されたという説話のほか、『大鏡』において藤原道隆が弟・道長との肝試しとして右衛門陣から豊楽院へ行く途中に松原から声を聞いて逃げ帰ったという説話が記され、鬼・妖怪の出る不気味な場所と認識されていた。
現在まで遺構の発掘調査は実施されておらず、考古学的な詳細も明らかとなっていない。跡地には「宴松原」の石碑が建てられているほか、そのそばに説明板が設置されている。

## 考証

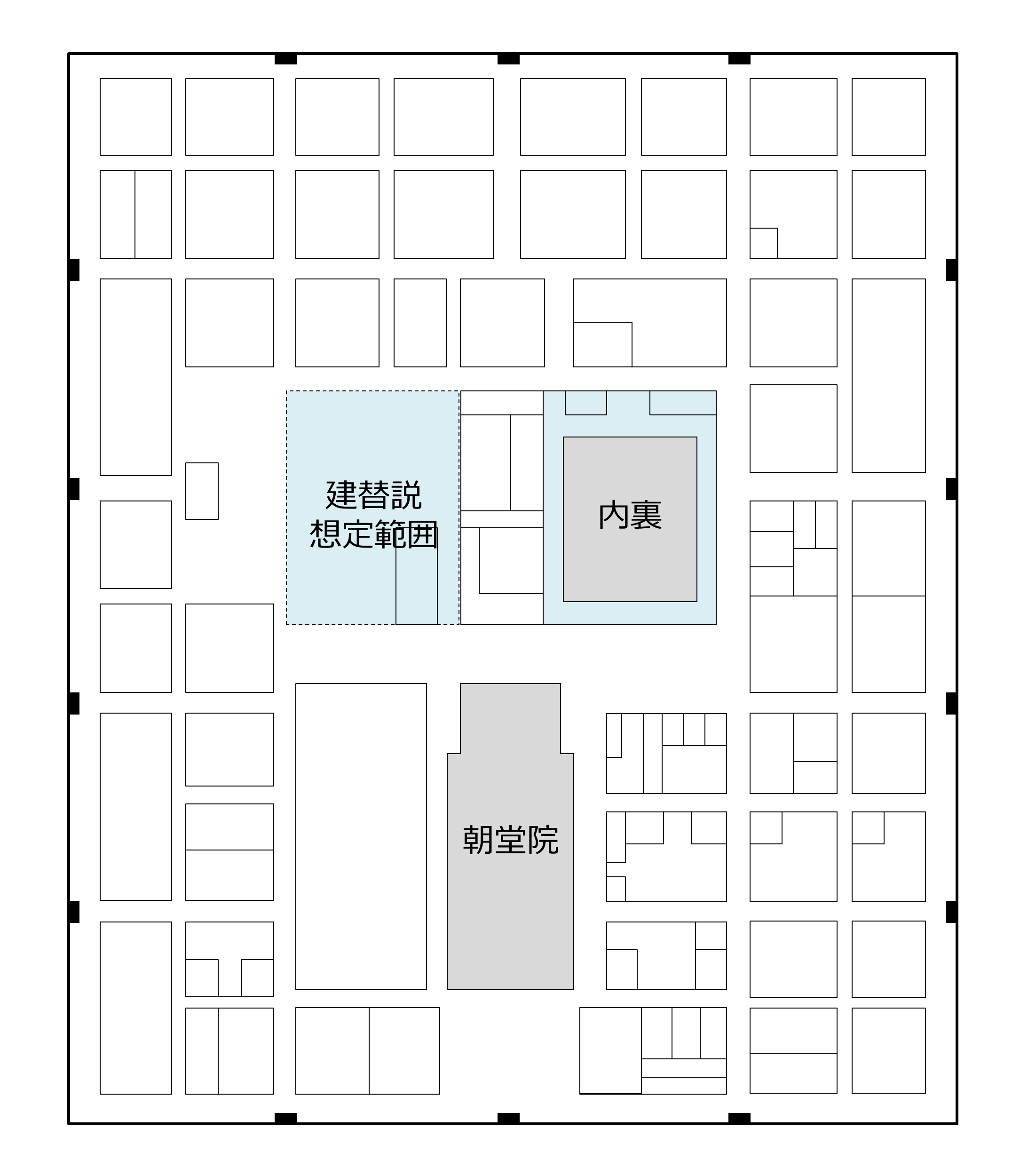
内裏建替用地説で想定される範囲

宴の松原に関しては、内裏の建替用地説が知られる。この説では、宴の松原が大内裏の南北中心線を挟んで内裏と対称な位置にあることから、元々は内裏の建替用地として用意されていたが、承和元年（834年）の真言院建設で事実上断念されたと推測する。
平安遷都以前、平城宮においても内裏は一カ所で一定していたが（東区。ただし宮内遷宮があったとする説もある）、天皇在所に関しては後半期に東区（淳仁）→中央区（称徳）→東区（光仁・桓武）と移動があったため、この頃の記憶に基いて内裏建替用地の必要性が企図されたとする説が挙げられている。